# Homalium lanceolatum
Homalium lanceolatum är en videväxtart som beskrevs av S. Elliot. Homalium lanceolatum ingår i släktet Homalium och familjen videväxter. Inga underarter finns listade i Catalogue of Life.